# Opóra
Opóra ou Opora (en grec ancien Ὀπώρα) est une divinité de la mythologie grecque connue des anciens Grecs comme la protectrice des fruits (opora signifiant fruit). Opora fait partie de la suite de la déesse Eiréné. 

## Mythes

### Aimée de Sirius
À une époque où les étoiles pouvaient descendre sur Terre parmi les humains, Sirius est venu sur Terre et est tombé amoureux d'Opóra. Elle ne lui rendit pas son amour mais lui était toujours si passionné qu'il provoqua de grandes chaleurs et la sécheresse sur Terre. Les mortels, souffrant, se tournèrent vers les dieux pour obtenir de l'aide. En réponse à leurs suppliques, Borée, le vent du nord, envoya ses fils, les Boréades, pour qu'ils amènent Opóra à Sirius. Cela calma la passion de ce dernier et la sécheresse cessa. Depuis, chaque année à cette époque, lorsque l'automne arrive (saison des récoltes et des fruits symbolisant Opóra), en souvenir de cet amour, Sirius augmente sa splendeur.

### Compagne d'Eiréné
Opóra était, avec Théoria, la déesse des spectacles et des fêtes, une des deux compagnes d'Eiréné, la déesse de la paix. 
Le vigneron Trygée, un Athénien fatigué de la guerre, élève un bousier pour monter et voler vers l'Olympe afin de demander à Zeus pourquoi il laisse les Grecs dans la guerre. En y arrivant cependant, il voit que les cieux ont été désertés, les dieux partis parce qu'ils étaient en colère contre les Grecs : il ne trouve qu'Hermès qui s'occupe des derniers préparatifs. Ce dernier lui explique que maintenant habite ici l'entité guerrière Polemos qui a emprisonné Eiréné (la Paix) et projette d'écraser les villes grecques avec un mortier géant. Polemos envoie son fils Tarachos demander un pilon aux Athéniens et aux Spartiates, et celui-ci revient en disant qu'ils ont perdu leurs pilons (métaphore pour désigner le démagogue athénien Cléon et le général spartiate Brasidas qui avaient été tués). Alors que Polemos s'en va, Trygée invite des Grecs de différentes villes, pour libérer Eiréné. Grâce à leur aide, en particulier celui des agriculteurs qui ont le plus souffert des conséquences de la guerre, ils parviennent à libérer la déesse ainsi que ses deux compagnes Opóra (déesse de la récolte/des fruits) et Théoria (déesse des spectacles et de la fête). Trygée retourne à Athènes avec Opóra pour l'épouser, et Théoria pour l'offrir à l'Assemblée,

## Représentations
Une mosaïque romaine du IIIe siècle, conservée au musée d'Art de Baltimore, montre Opóra, Agros (personnification du champ) et Oinos (personnification du vin) ensemble. Elle est montrée tenant une corbeille de fruits frais dans ses mains, les deux autres buvant du vin.
Elle est probablement représentée dans les reliefs du temple de Sérapis et d'Isis découverts à l'emplacement de l'actuelle église d'Agios Eleftherios à Athènes.